# Robert Delétang
Pour les articles homonymes, voir Delétang.
Robert Adrien Delétang né à Preuilly-sur-Claise en 1874 et mort à Châtellerault en 1951 est un peintre et illustrateur français.
Portraitiste et paysagiste, son pinceau fut attiré par les scènes et les paysages basques et espagnols.

## Biographie
Élève de Gustave Boulanger, sociétaire du Salon d'automne dont il est hors-concours, Robert Delétang expose aussi à la Société nationale des beaux-arts et dans de nombreuses galeries particulières : Haussmann (1904), Simonson (1920), etc. mais aussi à Reims, Chicago, Amsterdam et Tokyo. Il collabore à divers revues dont Le Figaro illustré, le Monde illustré et les Annales.
En 1929, il présente au Salon d'automne les toiles Famille de pêcheurs de Fontarrabie et Fête villageoise à Lizurquil.
Officier de l'Instruction publique, chevalier de l'ordre d'Alphonse XII, ses œuvres sont conservées, entre autres, à Paris au Petit Palais, à Villequier au musée Victor-Hugo, aux musées des Beaux-Arts de Reims, de Châlons-sur-Marne, de Lyon, de Nantes, d'Argentan, de Pau et à Bayonne au musée Bonnat-Helleu.

## Distinctions
- Officier de l'Instruction publique.

## Œuvres
- Châtellerault, Grand Atelier, musée d'art et d'industrie : une dizaine d’œuvres[3]
- Paris, Petit Palais : L'Aragonais.
- Pézenas, musée Vulliod Saint-Germain : Boire un petit coup, 1919.
- Reims, musée des Beaux-Arts : Muletiers de Tolède.
- Rouen, musée des Beaux-Arts : Danse espagnole ou Fandango, huile sur carton, 29,5 × 49,5 cm[4].
- Villequier, musée Victor-Hugo : Le Village d'Hernani.
- Localisation inconnue : Famille de pêcheurs de Fontarrabie[5].